# Грищ
Грищ — деревня в Кадуйском районе Вологодской области. Входит в состав Никольского сельского поселения.
Расстояние по автодороге до районного центра Кадуя — 37 км, до центра муниципального образования села Никольское — 13 км. Ближайшие населённые пункты — Пакино, Усть-Колпь.
По данным переписи в 2002 году постоянного населения не было.